# Varasd Aréna
A Varasd Aréna (Varaždin Arena) többfunkciós fedett aréna a horvátországi Varasdon. Leginkább kézilabda, röplabda és kosárlabda játékokhoz használják. A stadion 5000 férőhelyes, és hivatalosan 2008. december 6-án nyitották meg. Átadását úgy időzítették, hogy a horvátországi 2009-es férfi kézilabda-világbajnokság egyik helyszíne lehessen. Ez adott otthont a C-csoport összes mérkőzésének, amelyen Németország, Macedónia, Algéria, Lengyelország és Oroszország szerepelt.
Az arénában a 2018-as férfi kézilabda-Európa-bajnokság is helyet kapott, és a 2025-ös férfi kézilabda-világbajnokság egyik helyszíne is itt lesz.
Az aréna a sportrendezvényeken kívül különféle eseményeknek adott otthont, mint például táncbajnokságok, különféle kiállítások, iskolai rendezvények, cirkuszok, autóbemutatók és koncertek. Az aréna rövid története során számos művészt látott vendégül, mint például: Đorđe Balašević, Zdravko Čolić, Limp Bizkit, Mišo Kovač, Dino Merlin, Plavi Orkestar, Gibonni, Bambi Molesters, Halid Bešlić, Crvena Jabuka és Parni Valjak.

## Galéria

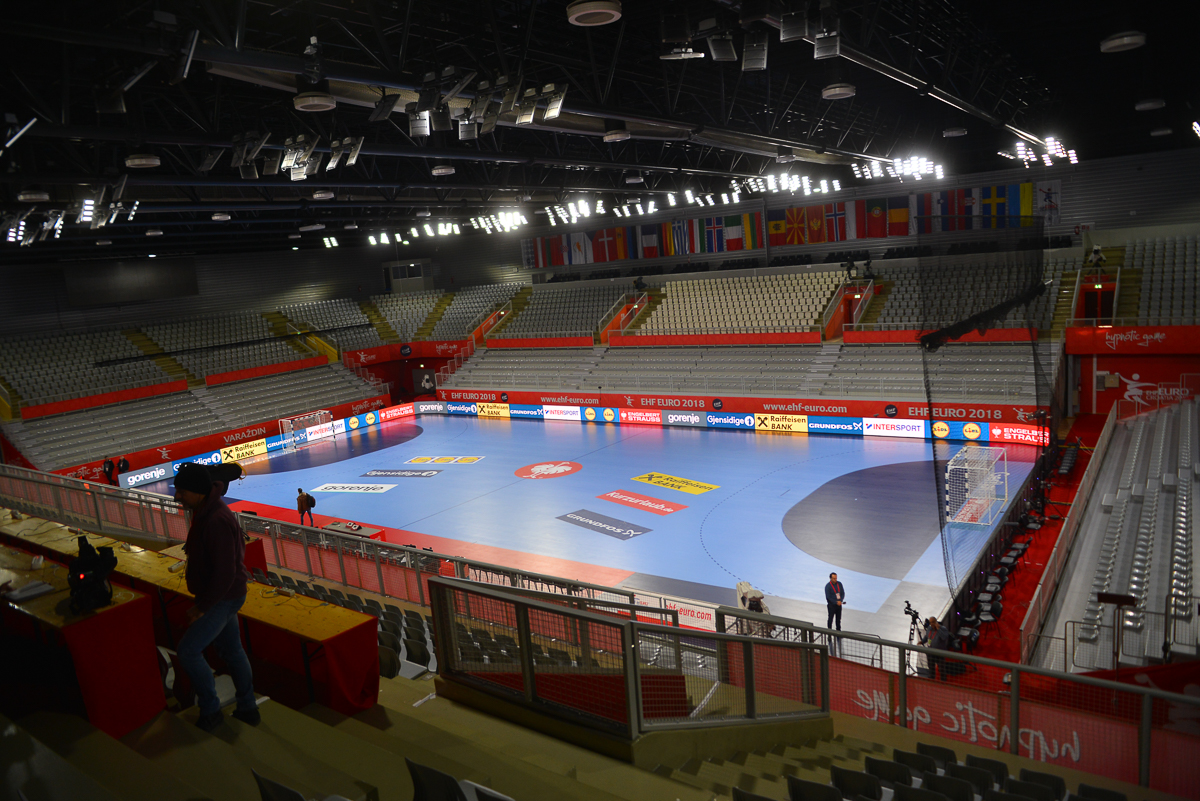
A Varasd Aréna belülről
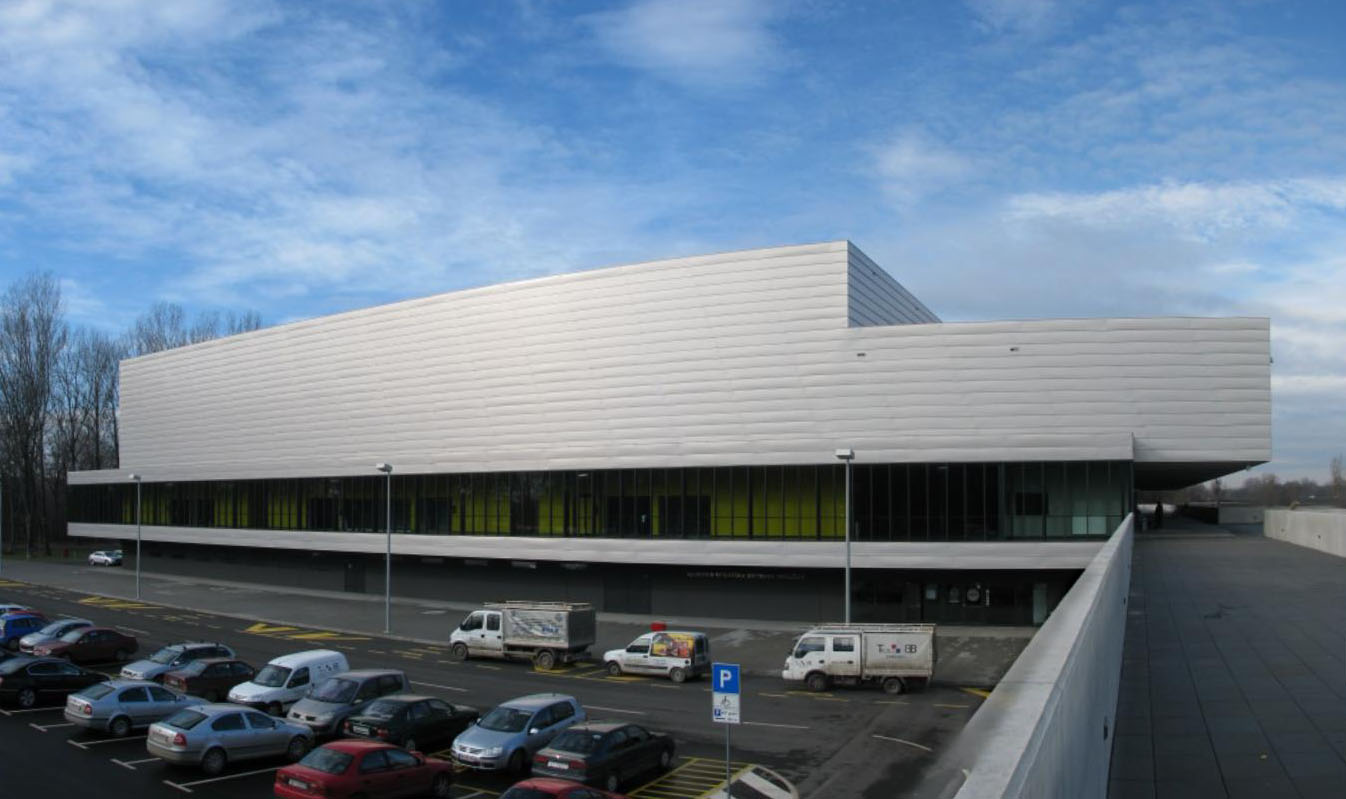
Varasd Aréna